# Isoglosse

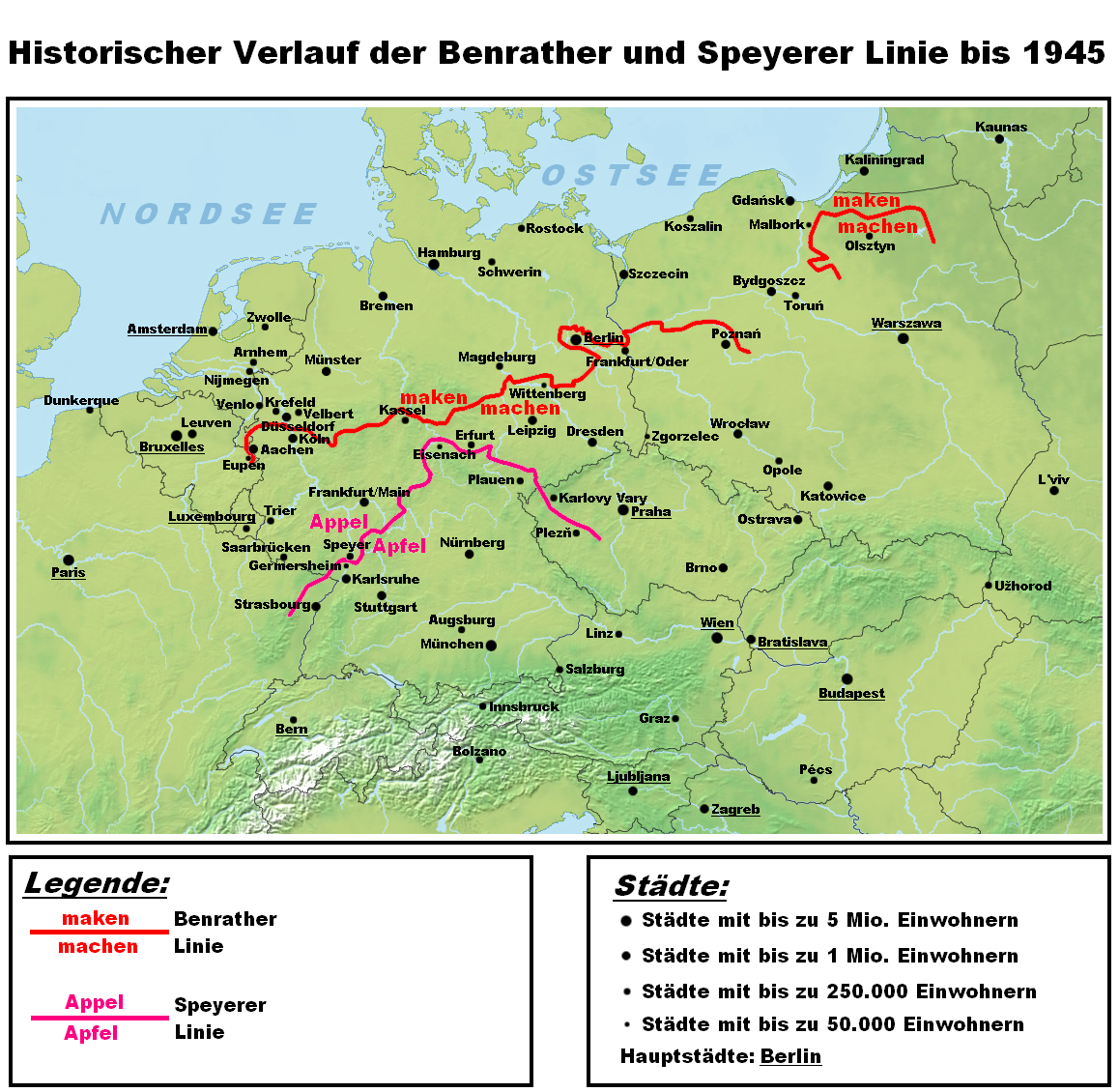
Benrather und Speyerer Linie

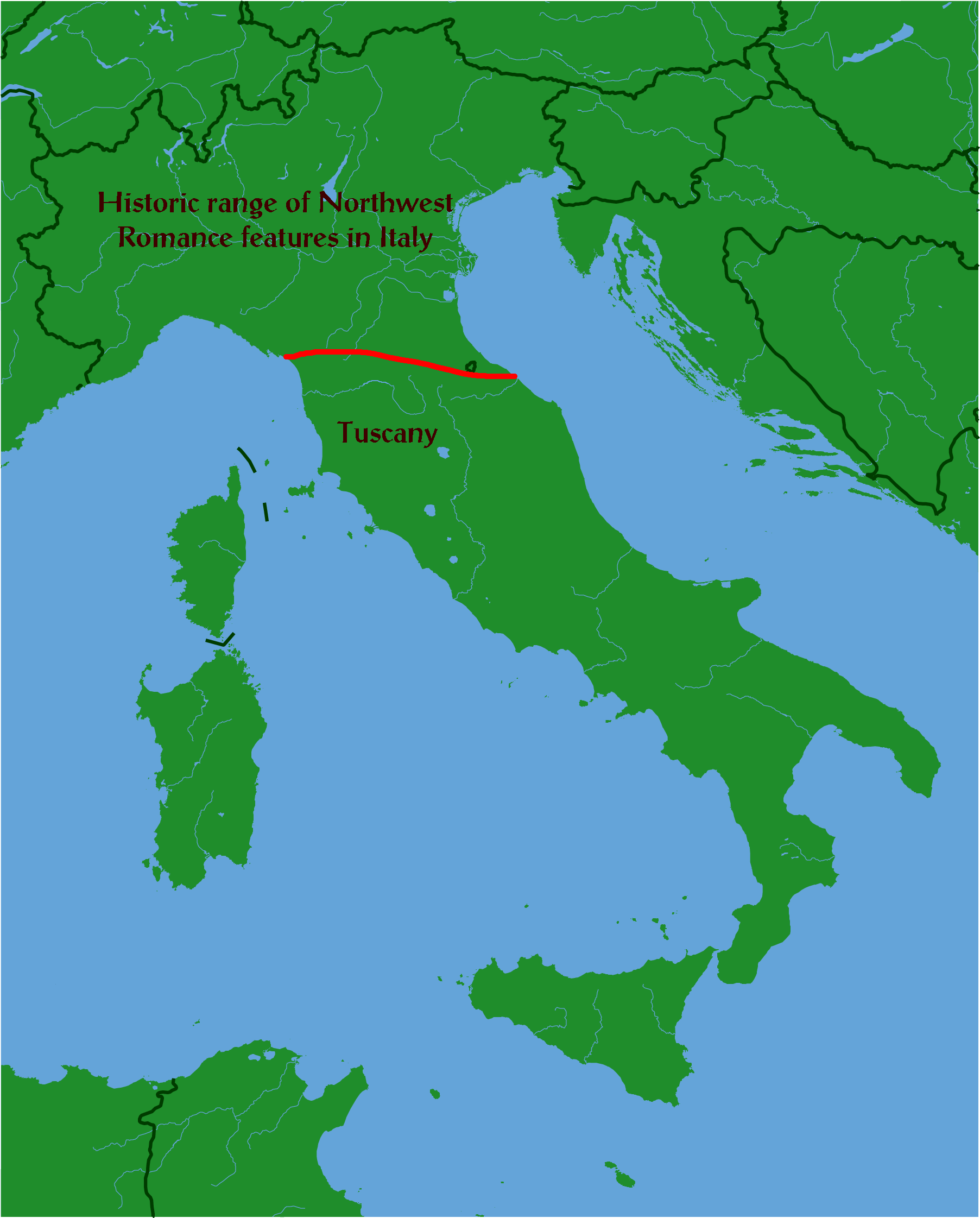
La-Spezia-Rimini-Linie

Eine Isoglosse (Kunstwort nach Art der Isobare oder Isotherme, aus altgriechisch ἴσος isos, deutsch ‚gleich‘ und griechisch γλῶσσα glōssa ‚Zunge, Sprache‘) ist die Linie in einem Sprachatlas, die die Grenze zwischen zwei Ausprägungen eines sprachlichen Merkmals markiert. Wo mehrere Isoglossen auf einer Linie verlaufen, spricht man von einem Isoglossenbündel.
Ein sprachliches Merkmal ist beispielsweise die Aussprache eines Konsonanten oder Vokals (China: [ˈçiːnaː], [ˈʃiːnaː] oder [ˈkiːnaː]), eine grammatische Form, die Verwendung und Bedeutung eines Wortes oder Ähnliches. Solche sprachlichen Merkmale werden auch als linguistische Variablen bezeichnet. Wichtige Isoglossen der Deutschen Dialekte sind die Benrather Linie, die Speyerer Linie und andere Linien des Rheinischen Fächers. Weitere Isoglossenlinien sind die La-Spezia-Rimini-Linie in Italien oder die Joret-Linie in Frankreich.
In neueren Sprachatlanten werden statt Isoglossen auch unterschiedliche Farben für die verschiedenen Merkmalsausprägungen verwendet. Die Isoglosse oder das „Isoglossenbündel“ ist dann der Rand einer Farbzone. Wenn eine bestimmte Merkmalsausprägung nur in einem Ort oder in einem sehr kleinen Gebiet oder vereinzelt auftaucht, wird sie durch ein Symbol, einen Buchstaben oder eine Zahl markiert.

## Wortschöpfung „Isoglosse“
Analog zu dem geografischen Begriff Isohypse (Höhenlinie) und dem meteorologischen Begriff Isobare (Linie gleichen Luftdrucks) gebildet, ist ausgerechnet der linguistische Begriff „Isoglosse“ sprachlich ungenau: Isohypse und Isobare als Verbindungen von Punkten mit gleichen Messwerten verdienen den Wortbaustein iso- vom altgriechischen isos („gleich“) und sind primär keine Grenzen, sondern liegen in einem Kontinuum, da quer zu ihrem Verlauf die Messwerte in der einen Richtung stetig zunehmen, in der anderen stetig abnehmen. Die sogenannten Isoglossen hingegen sind als echte Grenzen Linien der sprachlichen Ungleichheit (Anisoglossie) zwischen (im einzelnen Abschnitt zwei) Gebieten, innerhalb derer jeweils Sprachgleichheit (Isoglossie) besteht. Sie müssten also richtiger „Anisoglossen“ genannt werden. Zum Vergleich: In der Medizin bezeichnet Anisokorie einen Unterschied der Pupillenweite zwischen rechtem und linkem Auge.